# Insua (Ortigueira)
Insua o San Juan de Insua (llamada oficialmente San Xoán de Insua) es una parroquia española del municipio de Ortigueira, en la provincia de La Coruña, Galicia.

## Entidades de población
Entidades de población que forman parte de la parroquia:
- A Culpa de Baixo (A Culpa de Abaixo)
- A Culpa de Riba (A Culpa de Arriba)
- A Mera
- A Pena
- As Aceas
- As Ameixeiras
- As Angarias
- A Senra
- As Paredes
- A Veiga
- Cascarlos
- Landido
- O Castelo
- O Corno de Insua
- O Couso
- O Foxo
- O Mogallón
- O Muíño da Ponte
- O Muíño de Madanela (O Muíño da Madanela)
- O Muíño Grande
- O Outeiro
- O Pazo
- O Peneiro
- O Pimpín
- O Valado
- Penaboa de Riba (Penaboa de Arriba)
- Pulgueira de Baixo (A Pulgueira de Abaixo)
- Pulgueira do Medio (A Pulgueira do Medio)
- Pulgueira Vella (A Pulgueira Vella)
- San Miguel
- Serra[4] (A Serra)
- Silvao[5] (O Silvao)
- Torneiros[6] (Os Torneiros)
- Trabazón
- Vilar[7] (O Vilar)
- Volta[8] (A Volta)

## Despoblados
- A Graña
- A Igrexa
- As Cabanas
- Bolsido
- Calvo
- Fonte da Pía
- O Barral
- O Carboeiral
- O Chao
- O Coto
- O Gregorio
- O Muíño de Silvao
- Os Campos
- Penaboa de Baixo (Penaboa de Abaixo)
- Pulgueira de Riba (A Pulgueira de Arriba)
- Seara[9] (A Seara)
- Sub-Apena[10] (Suapena)
- Tinteira[11] (A Tinteira)
- Vidual (Bidual)
- Vilariño de Baixo (Vilariño de Abaixo)
- Vilariño de Riba (Vilariño de Arriba)
- Xestal[12] (O Xestal)

## Demografía
| Gráfica de evolución demográfica de Insua entre 2000 y 2019 |
|                                                             |
| Datos según el nomenclátor publicado por el INE.            |